# Championnat du monde de badminton par équipes mixtes 2019
Navigation
Gold Coast 2017 Vantaa 2021
La Sudirman Cup 2019 est la 16e édition de cette compétition, appelée également Championnat du monde de badminton par équipes mixtes.
Elle se déroule du 19 au 26 mai 2019 à Nanning en Chine.

## Lieu de la compétition
La Chine était la seule nation candidate à l'organisation de la compétition et, tout naturellement, la Fédération mondiale de badminton a validé cette candidature au cours du congrès de Kuala Lumpur le 18 mars 2017. Le choix de Nanning a été effectué par la fédération chinoise, au détriment des villes de Nankin (choisie plus tard pour organiser les Championnats du monde 2018), Qingdao et Wuhan.

## Nations engagées
Il s'agit d'une épreuve sur invitation de la Fédération mondiale de badminton. Cependant, certaines confédérations attribuent des places en fonction d'épreuves qualificatives, comme le Championnat d'Europe de badminton par équipes mixtes.
Les 32 équipes qui participent à la compétition :
- 13 pays de la Confédération européenne de badminton ;
- 14 pays de la Confédération asiatique de badminton ;
- 2 pays de la Confédération panaméricaine de badminton ;
- 2 pays de la Confédération de badminton d'Océanie ;
- 1 pays de la Confédération africaine de badminton.

## Tirage au sort
Le tirage au sort est effectué à partir des classements mondiaux arrêtés à la date du 5 mars 2019.
Pour classer les nations (article 3.4.3 du règlement de la Sudirman Cup) on additionne le total des points des joueurs les mieux classés de chaque nation dans chacune des 5 disciplines (simple hommes, simple dames, double hommes, double dames et double mixte).
Des groupes sont ensuite constitués, où des têtes de série sont désignées en fonction du classement établi précédemment. 
- Groupe 1 : 12 équipes réparties en 4 sous-groupes de 3. Une phase préliminaire en poules permet de qualifier 2 équipes par sous-groupe pour les quarts de finale. À partir de là, les matches sont à élimination directe jusqu'à la finale. Seules les équipes du Groupe 1 jouent pour le titre.
- Groupe 2 : 8 équipes, réparties en 2 sous-groupes de 4. Une phase de poule permet d'établir un classement dans chaque sous-groupe. Ensuite, des matches ont lieu entre les 1er, 2e, 3e et 4e de chaque sous-groupe pour établir un classement.
- Groupe 3 : 8 équipes, selon le même format que le Groupe 2.
- Groupe 4 : 4 équipes.

| Rang | Pays           | Points  |
| ---- | -------------- | ------- |
| 1    | Japon          | 450 447 |
| 2    | Chine          | 442 562 |
| 3    | Indonésie      | 253 008 |
| 4    | Taipei chinois | 331 368 |
| 5    | Corée du Sud   | 301 475 |
| 6    | Danemark       | 293 816 |
| 7    | Thaïlande      | 193 118 |
| 8    | Inde           | 262 590 |
| 9    | Malaisie       | 261 018 |
| 10   | Angleterre     | 213 529 |
| 11   | Hong Kong      | 205 146 |
| 12   | Russie         | 182 260 |

| Rang | Pays       | Points  |
| ---- | ---------- | ------- |
| 13   | Pays-Bas   | 180 954 |
| 14   | Allemagne  | 161 960 |
| 15   | Canada     | 159 971 |
| 16   | France     | 159 030 |
| 17   | États-Unis | 137 024 |
| 18   | Singapour  | 116 740 |
| 19   | Viêt Nam   | 99 780  |
| 20   | Israël     | 79 711  |

| Rang | Pays             | Points |
| ---- | ---------------- | ------ |
| 21   | Irlande          | 78 929 |
| 22   | Suisse           | 68 279 |
| 23   | Australie        | 60 533 |
| 24   | Sri Lanka        | 45 860 |
| 25   | Slovaquie        | 45 254 |
| 26   | Nouvelle-Zélande | 35 709 |
| 27   | Népal            | 27 130 |
| 28   | Lituanie         | 25 348 |

| Rang | Pays       | Points  |
| ---- | ---------- | ------- |
| 29   | Macao      | 23 200  |
| 30   | Kazakhstan | 20 820  |
| 31   | Kenya      | Forfait |
| 32   | Groenland  | 2 500   |

Nota :  en raison du forfait du Kenya, le groupe 4 se composera de 3 équipes.

## Déroulement de la compétition
Tous les matches joués comptent pour le classement des joueurs. 
Chaque rencontre se déroule en 5 matches : un simple hommes (SH), un simple dames (SD), un double hommes (DH), un double dames (DD) et un double mixte (MX). L'ordre des matches peut être modifié (il existe 6 possibilités) de façon qu'un joueur ne puisse pas jouer 2 matches consécutifs, pour optimiser le temps.
Lors des phases de poules, les 5 matches doivent être joués. Lors de la phase finale du Groupe 1 ou lors des matches de classement dans les autres groupes, la rencontre s'arrête dès qu'une équipe a remporté 3 matches.

## Groupe 1
| Qualifié pour les quarts de finale |

### Phase préliminaire (poules)

#### Groupe 1A
| Équipe    | Points | Joués | Gagnés | Perdus | Matches | Matches | Sets | Sets | Points | Points |
| Équipe    | Points | Joués | Gagnés | Perdus | +       | -       | +    | -    | +      | -      |
| --------- | ------ | ----- | ------ | ------ | ------- | ------- | ---- | ---- | ------ | ------ |
| Japon     | 2      | 2     | 2      | 0      | 7       | 3       | 15   | 6    | 419    | 319    |
| Thaïlande | 1      | 2     | 1      | 1      | 4       | 6       | 9    | 13   | 368    | 403    |
| Russie    | 0      | 2     | 0      | 2      | 4       | 6       | 8    | 13   | 332    | 397    |

| 20 mai | Japon                          | 3 - 2 | Russie                               | Score        |
| ------ | ------------------------------ | ----- | ------------------------------------ | ------------ |
| MX     | Takuro Hoki / Wakana Nagahara  | 1-0   | Rodion Alimov / Alina Davletova      | 21-10, 21-15 |
| SH     | Kenta Nishimoto                | 0-1   | Vladimir Malkov                      | 18-21, 17-21 |
| DH     | Hiroyuki Endo / Yuta Watanabe  | 0-1   | Vladimir Ivanov / Ivan Sozonov       | 19-21, 16-21 |
| SD     | Nozomi Okuhara                 | 1-0   | Natalia Perminova                    | 21-6, 21-16  |
| DD     | Yuki Fukushima / Sayaka Hirota | 1-0   | Ekaterina Bolotova / Alina Davletova | 21-5, 21-16  |

| 21 mai | Thaïlande                                        | 3 - 2 | Russie                               | Score               |
| ------ | ------------------------------------------------ | ----- | ------------------------------------ | ------------------- |
| DH     | Kittinupong Kedren / Nipitphon Phuangphuapet     | 0-1   | Vladimir Ivanov / Ivan Sozonov       | 11-21, 21-19, 15-21 |
| SD     | Ratchanok Intanon                                | 1-0   | Evgeniya Kosetskaya                  | 21-7, 21-16         |
| SH     | Kantaphon Wangcharoen                            | 0-1   | Vladimir Malkov                      | 13-21, 15-21        |
| DD     | Jongkolphan Kititharakul / Rawinda Prajongjai    | 1-0   | Ekaterina Bolotova / Alina Davletova | 21-19, 21-14        |
| MX     | Dechapol Puavaranukroh / Sapsiree Taerattanachai | 1-0   | Evgenij Dremin / Evgenia Dimova      | 21-10, 21-11        |

| 22 mai | Japon                              | 4 - 1 | Thaïlande                                     | Score              |
| ------ | ---------------------------------- | ----- | --------------------------------------------- | ------------------ |
| DH     | Takeshi Kamura / Keigo Sonoda      | 1-0   | Kittinupong Kedren / Nipitphon Phuangphuapet  | 21-14, 21-13       |
| SD     | Akane Yamaguchi                    | 0-1   | Pornpawee Chochuwong                          | 21-9, 14-21, 20-22 |
| SH     | Kento Momota                       | 1-0   | Sitthikom Thammasin                           | 21-19, 21-10       |
| DD     | Misaki Matsutomo / Ayaka Takahashi | 1-0   | Jongkolphan Kititharakul / Rawinda Prajongjai | 21-17, 21-17       |
| MX     | Yuta Watanabe / Arisa Higashino    | 1-0   | Dechapol Puavaranukroh / Savitree Amitrapai   | 21-11, 21-14       |

#### Groupe 1B
| Équipe     | Points | Joués | Gagnés | Perdus | Matches | Matches | Sets | Sets | Points | Points |
| Équipe     | Points | Joués | Gagnés | Perdus | +       | -       | +    | -    | +      | -      |
| ---------- | ------ | ----- | ------ | ------ | ------- | ------- | ---- | ---- | ------ | ------ |
| Indonésie  | 1      | 2     | 1      | 1      | 6       | 4       | 12   | 8    | 373    | 338    |
| Danemark   | 1      | 2     | 1      | 1      | 5       | 5       | 13   | 12   | 467    | 440    |
| Angleterre | 1      | 2     | 1      | 1      | 4       | 6       | 10   | 15   | 417    | 479    |

Note : le classement de chaque équipe est déterminé ainsi : nombre de points, résultat entre les équipes à égalité, difference de matches, puis de sets, puis de points.
| 19 mai | Indonésie                                        | 4 - 1 | Angleterre                      | Score        |
| ------ | ------------------------------------------------ | ----- | ------------------------------- | ------------ |
| DH     | Marcus Fernaldi Gideon / Kevin Sanjaya Sukamuljo | 1-0   | Marcus Ellis / Chris Langridge  | 21-9, 21-18  |
| SD     | Gregoria Mariska Tunjung                         | 1-0   | Abigail Holden                  | 21-10, 21-13 |
| SH     | Anthony Sinisuka Ginting                         | 1-0   | Toby Penty                      | 21-9, 21-12  |
| DD     | Greysia Polii / Apriyani Rahayu                  | 1-0   | Chloe Birch / Lauren Smith      | 21-16, 21-18 |
| MX     | Praveen Jordan / Melati Daeva Oktavianti         | 0-1   | Chris Adcock / Gabrielle Adcock | 17-21, 18-21 |

| 20 mai | Danemark                              | 2 - 3 | Angleterre                     | Score               |
| ------ | ------------------------------------- | ----- | ------------------------------ | ------------------- |
| MX     | Mathias Christiansen / Sara Thygesen  | 0-1   | Marcus Ellis / Lauren Smith    | 21-15, 20-22, 17-21 |
| SH     | Viktor Axelsen                        | 1-0   | Toby Penty                     | 21-11, 13-21, 21-17 |
| SD     | Mia Blichfeldt                        | 1-0   | Chloe Birch                    | 21-11, 18-21, 21-12 |
| DH     | Kim Astrup / Anders Skaarup Rasmussen | 0-1   | Marcus Ellis / Chris Langridge | 21-16, 19-21, 19-21 |
| DD     | Maiken Fruergaard / Sara Thygesen     | 0-1   | Chloe Birch / Lauren Smith     | 12-21, 21-19, 11-21 |

| 22 mai | Indonésie                               | 2 - 3 | Danemark                             | Score        |
| ------ | --------------------------------------- | ----- | ------------------------------------ | ------------ |
| MX     | Hafiz Faisal / Gloria Emanuelle Widjaja | 0-1   | Mathias Christiansen / Sara Thygesen | 17-21, 11-21 |
| SH     | Anthony Sinisuka Ginting                | 0-1   | Viktor Axelsen                       | 9-21, 16-21  |
| DH     | Mohammad Ahsan / Hendra Setiawan        | 1-0   | Kim Astrup / Mathias Boe             | 22-20, 21-14 |
| SD     | Fitriani                                | 0-1   | Mia Blichfeldt                       | 13-21, 19-21 |
| DD     | Greysia Polii / Apriyani Rahayu         | 1-0   | Maiken Fruergaard / Sara Thygesen    | 21-8, 21-13  |

#### Groupe 1C
| Équipe         | Points | Joués | Gagnés | Perdus | Matches | Matches | Sets | Sets | Points | Points |
| Équipe         | Points | Joués | Gagnés | Perdus | +       | -       | +    | -    | +      | -      |
| -------------- | ------ | ----- | ------ | ------ | ------- | ------- | ---- | ---- | ------ | ------ |
| Corée du Sud   | 2      | 2     | 2      | 0      | 7       | 3       | 15   | 7    | 422    | 349    |
| Taipei chinois | 1      | 2     | 1      | 1      | 5       | 5       | 12   | 11   | 415    | 407    |
| Hong Kong      | 0      | 2     | 0      | 2      | 3       | 7       | 7    | 16   | 364    | 445    |

| 19 mai | Taipei chinois                 | 3 - 2 | Hong Kong                     | Score               |
| ------ | ------------------------------ | ----- | ----------------------------- | ------------------- |
| DH     | Liao Min-chun / Su Ching-heng  | 1-0   | Chung Yonny / Tam Chun Hei    | 21-14, 21-17        |
| SD     | Tai Tzu-ying                   | 1-0   | Cheung Ngan Yi                | 18-21, 21-19, 21-8  |
| SH     | Chou Tien-chen                 | 1-0   | Angus Ng Ka Long              | 21-15, 21-15        |
| DD     | Pai Yu-po / Wu Ti-jung         | 0-1   | Ng Wing Yung / Yeung Nga Ting | 14-21, 11-21        |
| MX     | Chang Ching-hui / Wang Chi-lin | 0-1   | Tang Chun Man / Tse Ying Suet | 21-17, 16-21, 14-21 |

| 20 mai | Corée du Sud                 | 4 - 1 | Hong Kong                     | Score               |
| ------ | ---------------------------- | ----- | ----------------------------- | ------------------- |
| MX     | Chae Yu-jung / Seo Seung-jae | 1-0   | Tang Chun Man / Ng Tsz Yau    | 21-11, 21-16        |
| SD     | An Se-young                  | 1-0   | Cheung Ngan Yi                | 21-8, 21-12         |
| SH     | Heo Kwang-Hee                | 0-1   | Angus Ng Ka Long              | 19-21, 21-17, 16-21 |
| DD     | Kim So-yeong / Kong Hee-yong | 1-0   | Ng Tsz Yau / Yuen Sin Ying    | 21-4, 21-12         |
| DH     | Kang Min-hyuk / Kim Won-ho   | 1-0   | Or Chin Chung / Tang Chun Man | 22-20, 21-12        |

| 22 mai | Taipei chinois                   | 2 - 3 | Corée du Sud                  | Score               |
| ------ | -------------------------------- | ----- | ----------------------------- | ------------------- |
| DH     | Lee Yang / Wang Chi-lin          | 1-0   | Choi Sol-gyu / Seo Seung-jae  | 21-15, 21-13        |
| SD     | Tai Tzu-ying                     | 0-1   | An Se-young                   | 21-14, 18-21, 16-21 |
| SH     | Chou Tien-chen                   | 1-0   | Lee Dong-keun                 | 21-12, 21-17        |
| DD     | Chang Ching-hui / Yang Ching-tun | 0-1   | Chang Ye-na / Kong Hee-yong   | 13-21, 15-21        |
| MX     | Tseng Min-hao / Hsieh Pei-shan   | 0-1   | Seo Seung-jae / Chae Yoo-jung | 10-21, 18-21        |

#### Groupe 1D
| Équipe   | Points | Joués | Gagnés | Perdus | Matches | Matches | Sets | Sets | Points | Points |
| Équipe   | Points | Joués | Gagnés | Perdus | +       | -       | +    | -    | +      | -      |
| -------- | ------ | ----- | ------ | ------ | ------- | ------- | ---- | ---- | ------ | ------ |
| Chine    | 2      | 2     | 2      | 0      | 10      | 0       | 20   | 3    | 481    | 354    |
| Malaisie | 1      | 2     | 1      | 1      | 3       | 7       | 9    | 14   | 399    | 452    |
| Inde     | 0      | 2     | 0      | 2      | 2       | 8       | 5    | 17   | 362    | 436    |

| 19 mai | Chine                       | 5 - 0 | Malaisie                           | Score               |
| ------ | --------------------------- | ----- | ---------------------------------- | ------------------- |
| DH     | Li Junhui / Liu Yuchen      | 1-0   | Aaron Chia / Soh Wooi Yik          | 18-21, 21-14, 24-22 |
| SD     | Chen Yufei                  | 1-0   | Soniia Cheah Su Ya                 | 21-15, 21-23, 21-14 |
| SH     | Shi Yuqi                    | 1-0   | Lee Zii Jia                        | 21-12, 21-11        |
| DD     | Du Yue / Lin Yinhui         | 1-0   | Vivian Hoo Kah Mun / Yap Cheng Wen | 21-18, 21-14        |
| MX     | Zheng Siwei / Huang Yaqiong | 1-0   | Tan Kian Meng / Lai Pei Jing       | 21-16, 21-12        |

| 21 mai | Inde                                       | 2 - 3 | Malaisie                         | Score               |
| ------ | ------------------------------------------ | ----- | -------------------------------- | ------------------- |
| MX     | Satwiksairaj Rankireddy / Ashwini Ponnappa | 1-0   | Goh Soon Huat / Shevon Jemie Lai | 16-21, 21-17, 24-22 |
| SH     | Sameer Verma                               | 0-1   | Lee Zii Jia                      | 13-21, 15-21        |
| SD     | Pusarla Venkata Sindhu                     | 1-0   | Goh Jin Wei                      | 21-12, 21-8         |
| DH     | Manu Attri / B. Sumeeth Reddy              | 0-1   | Aaron Chia / Teo Ee Yi           | 20-22, 19-21        |
| DD     | Ashwini Ponnappa / N. Sikki Reddy          | 0-1   | Chow Mei Kuan / Lee Meng Yean    | 11-21, 19-21        |

| 22 mai | Chine                       | 5 - 0 | Inde                                    | Score               |
| ------ | --------------------------- | ----- | --------------------------------------- | ------------------- |
| MX     | Wang Yilyu / Huang Dongping | 1-0   | Pranav Chopra / N. Sikki Reddy          | 21-5, 21-11         |
| SH     | Chen Long                   | 1-0   | Sameer Verma                            | 21-17, 22-20        |
| DH     | Han Chengkai / Zhou Haodong | 1-0   | Satwiksairaj Rankireddy / Chirag Shetty | 18-21, 21-15, 21-17 |
| SD     | Chen Yufei                  | 1-0   | Saina Nehwal                            | 21-12, 21-17        |
| DD     | Chen Qingchen / Jia Yifan   | 1-0   | Ashwini Ponnappa / N. Sikki Reddy       | 21-12, 21-15        |

### Phase finale (élimination directe)
À l'issue de la phase de poules, les 4 premiers de chacune d'entre elles sont hiérarchisés en fonction du classement établi au début de la compétition et prennent une place de quart de finaliste. Les autres places sont attribuées aux 4 seconds de chaque poule à l'aide d'un tirage au sort (articles 5.5 et 5.6 du règlement de la Sudirman Cup). Ainsi, certaines nations s'étant affrontées en poule peuvent se retrouver en quarts de finale.

#### Tableau
|  | Quarts de finale | Quarts de finale |           |   | Demi-finales | Demi-finales |  |  | Finale | Finale |
|  | Quarts de finale | Quarts de finale |           |   | Demi-finales | Demi-finales |  |  | Finale | Finale |
|  |                  |                  |           |   |              |              |  |  |        |        |
|  | 23 mai           | 23 mai           |           |   | 25 mai       | 25 mai       |  |  | 26 mai | 26 mai |
|  | 23 mai           | 23 mai           |           |   | 25 mai       | 25 mai       |  |  | 26 mai | 26 mai |
|  | Chine            | 3                |           |   | 25 mai       | 25 mai       |  |  | 26 mai | 26 mai |
|  | Chine            | 3                |           |   | 25 mai       | 25 mai       |  |  | 26 mai | 26 mai |
|  | Danemark         | 1                |           |   | 25 mai       | 25 mai       |  |  | 26 mai | 26 mai |
|  | Danemark         | 1                | Chine     | 3 |              |              |  |  | 26 mai | 26 mai |
|  | 23 mai           |                  | Chine     | 3 |              |              |  |  | 26 mai | 26 mai |
|  |                  | Thaïlande        | 0         |   |              |              |  |  | 26 mai | 26 mai |
|  | Corée du Sud     | Thaïlande        | 0         | 1 |              |              |  |  | 26 mai | 26 mai |
|  | Corée du Sud     |                  |           | 1 |              |              |  |  | 26 mai | 26 mai |
|  | Thaïlande        | 3                |           |   |              |              |  |  | 26 mai | 26 mai |
|  | Thaïlande        | 3                | Chine     | 3 |              |              |  |  |        |        |
|  | 24 mai           |                  | Chine     | 3 |              |              |  |  |        |        |
|  |                  | Japon            | 0         |   |              |              |  |  |        |        |
|  | Taipei chinois   | Japon            | 0         | 2 |              |              |  |  |        |        |
|  | Taipei chinois   | 25 mai           |           | 2 |              |              |  |  |        |        |
|  | Indonésie        | 3                |           |   |              |              |  |  |        |        |
|  | Indonésie        | 3                | Indonésie | 1 |              |              |  |  |        |        |
|  | 24 mai           |                  | Indonésie | 1 |              |              |  |  |        |        |
|  |                  | Japon            | 3         |   |              |              |  |  |        |        |
|  | Malaisie         | Japon            | 3         | 0 |              |              |  |  |        |        |
|  | Malaisie         |                  |           | 0 |              |              |  |  |        |        |
|  | Japon            | 3                |           |   |              |              |  |  |        |        |
|  | Japon            | 3                |           |   |              |              |  |  |        |        |

#### Quarts de finale
| 23 mai | Chine                       | 3 - 1 | Danemark                              | Score               |
| ------ | --------------------------- | ----- | ------------------------------------- | ------------------- |
| MX     | Zheng Siwei / Huang Yaqiong | 1-0   | Mathias Christiansen / Sara Thygesen  | 19-21, 21-11, 21-13 |
| SH     | Chen Long                   | 0-1   | Viktor Axelsen                        | 11-21, 18-21        |
| DH     | Li Junhui / Liu Yuchen      | 1-0   | Kim Astrup / Anders Skaarup Rasmussen | 21-18, 21-16        |
| SD     | Chen Yufei                  | 1-0   | Mia Blichfeldt                        | 21-16, 21-17        |
| DD     | Chen Qingchen / Jia Yifan   | -     | Maiken Fruergaard / Sara Thygesen     | non disputé         |

| 23 mai | Corée du Sud                  | 1 - 3 | Thaïlande                                          | Score               |
| ------ | ----------------------------- | ----- | -------------------------------------------------- | ------------------- |
| MX     | Seo Seung-jae / Chae Yoo-jung | 0-1   | Dechapol Puavaranukroh / Sapsiree Taerattanachai   | 18-21, 18-21        |
| SH     | Heo Kwang-hee                 | 0-1   | Kantaphon Wangcharoen                              | 17-21, 17-21        |
| DH     | Kang Min-hyuk / Kim Won-ho    | 1-0   | Tinn Isriyanet / Kittinupong Kedren                | 19-21, 21-17, 21-14 |
| SD     | An Se-young                   | 0-1   | Ratchanok Intanon                                  | 15-21, 17-21        |
| DD     | Chang Ye-na / Kong Hee-yong   | -     | Jongkolphan Kititharakul / Sapsiree Taerattanachai | non disputé         |

| 24 mai | Taipei chinois                | 2 - 3 | Indonésie                                        | Score        |
| ------ | ----------------------------- | ----- | ------------------------------------------------ | ------------ |
| DH     | Lee Yang / Wang Chi-lin       | 0-1   | Marcus Fernaldi Gideon / Kevin Sanjaya Sukamuljo | 17-21, 17-21 |
| SD     | Tai Tzu-ying                  | 1-0   | Gregoria Mariska Tunjung                         | 21-16, 21-14 |
| SH     | Chou Tien-chen                | 1-0   | Jonatan Christie                                 | 21-11, 21-13 |
| DD     | Pai Yu-po / Wu Ti-jung        | 0-1   | Greysia Polii / Apriyani Rahayu                  | 13-21, 7-21  |
| MX     | Wang Chi-lin / Hsieh Pei-shan | 0-1   | Praveen Jordan / Melati Daeva Oktavianti         | 17-21, 15-21 |

| 24 mai | Malaisie                      | 0 - 3 | Japon                            | Score               |
| ------ | ----------------------------- | ----- | -------------------------------- | ------------------- |
| DH     | Ong Yew Sin / Teo Ee Yi       | 0-1   | Takeshi Kamura / Keigo Sonoda    | 21-13, 24-26, 21-23 |
| SD     | Soniia Cheah                  | 0-1   | Nozomi Okuhara                   | 16-21, 13-21        |
| SH     | Lee Zii Jia                   | 0-1   | Kento Momota                     | 18-21, 16-21        |
| DD     | Chow Mei Kuan / Lee Meng Yean | -     | Mayu Matsumoto / Wakana Nagahara | non disputé         |
| MX     | Tan Kian Meng / Lai Pei Jing  | -     | Yuta Watanabe / Arisa Higashino  | non disputé         |

#### Demi-finales
| 25 mai | Chine                       | 3 - 0 | Thaïlande                                        | Score        |
| ------ | --------------------------- | ----- | ------------------------------------------------ | ------------ |
| MX     | Zheng Siwei / Huang Yaqiong | 1-0   | Dechapol Puavaranukroh / Sapsiree Taerattanachai | 21-18, 21-7  |
| SH     | Shi Yuqi                    | 1-0   | Kantaphon Wangcharoen                            | 21-15, 26-24 |
| DH     | Li Junhui / Liu Yuchen      | 1-0   | Tinn Isriyanet / Kittinupong Kedren              | 21-14, 21-17 |
| SD     | Chen Yufei                  | -     | Ratchanok Intanon                                | non disputé  |
| DD     | Chen Qingchen / Jia Yifan   | -     | Puttita Supajirakul / Sapsiree Taerattanachai    | non disputé  |

| 25 mai | Indonésie                                        | 1 - 3 | Japon                            | Score        |
| ------ | ------------------------------------------------ | ----- | -------------------------------- | ------------ |
| DH     | Marcus Fernaldi Gideon / Kevin Sanjaya Sukamuljo | 1-0   | Takeshi Kamura / Keigo Sonoda    | 21-14, 21-18 |
| SD     | Gregoria Mariska Tunjung                         | 0-1   | Akane Yamaguchi                  | 13-21, 13-21 |
| SH     | Anthony Sinisuka Ginting                         | 0-1   | Kento Momota                     | 17-21, 19-21 |
| DD     | Greysia Polii / Apriyani Rahayu                  | 0-1   | Mayu Matsumoto / Wakana Nagahara | 15-21, 17-21 |
| MX     | Praveen Jordan / Melati Daeva Oktavianti         | -     | Yuta Watanabe / Arisa Higashino  | non disputé  |

#### Finale
| 26 mai | Chine                       | 3 - 0 | Japon                            | Score               |
| ------ | --------------------------- | ----- | -------------------------------- | ------------------- |
| DH     | Li Junhui / Liu Yuchen      | 1-0   | Hiroyuki Endo / Yuta Watanabe    | 21-18, 21-10        |
| SD     | Chen Yufei                  | 1-0   | Akane Yamaguchi                  | 17-21, 21-16, 21-17 |
| SH     | Shi Yuqi                    | 1-0   | Kento Momota                     | 15-21, 21-5, 21-11  |
| DD     | Chen Qingchen / Jia Yifan   | -     | Mayu Matsumoto / Wakana Nagahara | non disputé         |
| MX     | Zheng Siwei / Huang Yaqiong | -     | Yuta Watanabe / Arisa Higashino  | non disputé         |

## Groupe 2

### Phase préliminaire (poules)

#### Groupe 2A
| Équipe     | Points | Joués | Gagnés | Perdus | Matches | Matches | Sets | Sets | Points | Points |
| Équipe     | Points | Joués | Gagnés | Perdus | +       | -       | +    | -    | +      | -      |
| ---------- | ------ | ----- | ------ | ------ | ------- | ------- | ---- | ---- | ------ | ------ |
| France     | 3      | 3     | 3      | 0      | 11      | 4       | 23   | 12   | 677    | 621    |
| Pays-Bas   | 2      | 3     | 2      | 1      | 10      | 5       | 22   | 13   | 679    | 607    |
| Viêt Nam   | 1      | 3     | 1      | 2      | 6       | 9       | 15   | 19   | 606    | 625    |
| États-Unis | 0      | 3     | 0      | 3      | 3       | 12      | 8    | 24   | 491    | 600    |

| 19 mai | Pays-Bas                     | 3 - 2 | Viêt Nam                            | Score               |
| ------ | ---------------------------- | ----- | ----------------------------------- | ------------------- |
| MX     | Jacco Arends / Cheryl Seinen | 1-0   | Đỗ Tuấn Đức / Phạm Như Thảo         | 21-23, 21-12, 21-19 |
| SD     | Gayle Mahulette              | 0-1   | Nguyễn Thùy Linh                    | 10-21, 12-21        |
| SH     | Mark Caljouw                 | 0-1   | Nguyễn Tiến Minh                    | 17-21, 13-21        |
| DD     | Selena Piek / Cheryl Seinen  | 1-0   | Đinh Thị Phương Hồng / Vũ Thị Trang | 21-17, 21-13        |
| DH     | Jelle Maas / Robin Tabeling  | 1-0   | Đỗ Tuấn Đức / Phạm Hồng Nam         | 21-11, 21-13        |

| 19 mai | France                        | 4 - 1 | États-Unis                | Score        |
| ------ | ----------------------------- | ----- | ------------------------- | ------------ |
| MX     | Ronan Labar / Anne Tran       | 1-0   | Brenna Chi / Vinson Chiu  | 21-12, 21-12 |
| SD     | Marie Batomene                | 0-1   | Iris Wang                 | 7-21, 8-21   |
| SH     | Thomas Rouxel                 | 1-0   | Timothy Lam               | 21-13, 21-16 |
| DD     | Delphine Delrue / Léa Palermo | 1-0   | Jennie Gai / Angela Zhang | 21-8, 21-10  |
| DH     | Thom Gicquel / Ronan Labar    | 1-0   | Phillip Chew / Ryan Chew  | 21-14, 21-17 |

| 20 mai | Pays-Bas                     | 5 - 0 | États-Unis                       | Score              |
| ------ | ---------------------------- | ----- | -------------------------------- | ------------------ |
| MX     | Robin Tabeling / Selena Piek | 1-0   | Howard Shu / Paula Lynn Obañana  | 21-16, 21-16       |
| SH     | Mark Caljouw                 | 1-0   | Vinson Chiu                      | 21-11, 21-10       |
| DH     | Jacco Arends / Ruben Jille   | 1-0   | Phillip Chew / Ryan Chew         | 21-14, 19-21, 21-9 |
| SD     | Gayle Mahulette              | 1-0   | Jennie Gai                       | 21-16, 21- 13      |
| DD     | Selena Piek / Cheryl Seinen  | 1-0   | Breanna Chi / Paula Lynn Obañana | 21-13, 21-18       |

| 20 mai | France                         | 4 - 1 | Viêt Nam                             | Score               |
| ------ | ------------------------------ | ----- | ------------------------------------ | ------------------- |
| MX     | Thom Gicquel / Delphine Delrue | 1-0   | Đỗ Tuấn Đức / Phạm Như Thảo          | 21-19, 24-26, 21-15 |
| SD     | Yaëlle Hoyaux                  | 0-1   | Vũ Thị Trang                         | 13-21, 10-21        |
| SH     | Brice Leverdez                 | 1-0   | Nguyễn Tiến Minh                     | 18-21, 23-21, 21-19 |
| DD     | Émilie Lefel / Anne Tran       | 1-0   | Đinh Thị Phương Hồng / Phạm Như Thảo | 21-18, 22-20        |
| DH     | Thom Gicquel / Ronan Labar     | 1-0   | Đỗ Tuấn Đức / Phạm Hồng Nam          | 21-8, 21-17         |

| 21 mai | Pays-Bas                     | 2 - 3 | France                        | Score               |
| ------ | ---------------------------- | ----- | ----------------------------- | ------------------- |
| MX     | Robin Tabeling / Selena Piek | 1-0   | Ronan Labar / Anne Tran       | 21-19, 21-15        |
| SD     | Gayle Mahulette              | 0-1   | Marie Batomene                | 19-21, 21-17, 18-21 |
| SH     | Mark Caljouw                 | 1-0   | Brice Leverdez                | 21-15, 11-21, 27-25 |
| DD     | Selena Piek / Cheryl Seinen  | 0-1   | Delphine Delrue / Léa Palermo | 15-21, 20-22        |
| DH     | Jacco Arends / Ruben Jille   | 0-1   | Thom Gicquel / Ronan Labar    | 21-19, 17-21, 19-21 |

| 21 mai | États-Unis                       | 2 - 3 | Viêt Nam                            | Score              |
| ------ | -------------------------------- | ----- | ----------------------------------- | ------------------ |
| MX     | Howard Shu / Paula Lynn Obañana  | 1-0   | Đỗ Tuấn Đức / Phạm Như Thảo         | 21-9, 11-6 ab.     |
| SD     | Iris Wang                        | 1-0   | Nguyễn Thùy Linh                    | 21-14, 21-12       |
| SH     | Howard Shu                       | 0-1   | Phạm Cao Cường                      | 17-21, 12-21       |
| DD     | Breanna Chi / Paula Lynn Obañana | 0-1   | Đinh Thị Phương Hồng / Vũ Thị Trang | 9-21, 23-21, 14-21 |
| DH     | Phillip Chew / Ryan Chew         | 0-1   | Đỗ Tuấn Đức / Phạm Hồng Nam         | 14-21, 17-21       |

#### Groupe 2B
| Équipe    | Points | Joués | Gagnés | Perdus | Matches | Matches | Sets | Sets | Points | Points |
| Équipe    | Points | Joués | Gagnés | Perdus | +       | -       | +    | -    | +      | -      |
| --------- | ------ | ----- | ------ | ------ | ------- | ------- | ---- | ---- | ------ | ------ |
| Canada    | 3      | 3     | 3      | 0      | 11      | 4       | 22   | 9    | 619    | 515    |
| Allemagne | 2      | 3     | 2      | 1      | 8       | 7       | 18   | 14   | 594    | 547    |
| Singapour | 1      | 3     | 1      | 2      | 8       | 7       | 17   | 14   | 592    | 518    |
| Israël    | 0      | 3     | 0      | 3      | 3       | 12      | 6    | 26   | 441    | 666    |

| 19 mai | Allemagne                           | 3 - 2 | Israël                              | Score               |
| ------ | ----------------------------------- | ----- | ----------------------------------- | ------------------- |
| DH     | Jones Ralfy Jansen / Peter Käsbauer | 1-0   | May Bar Netzer / Ariel Shainski     | 21-14, 21-11        |
| SD     | Fabienne Deprez                     | 0-1   | Ksenia Polikarpova                  | 17-21, 21-14, 19-21 |
| SH     | Kai Schäfer                         | 0-1   | Misha Zilbermann                    | 18-21, 18-21        |
| DD     | Johanna Goliszewski / Lara Käpplein | 1-0   | Margaret Lurie / Yuvai Pugach       | 21-10, 21-5         |
| MX     | Marvin Emil Seidel / Linda Efler    | 1-0   | May Bar Netzer / Ksenia Polikarpova | 21-7, 21-11         |

| 19 mai | Canada                          | 3 - 2 | Singapour                             | Score        |
| ------ | ------------------------------- | ----- | ------------------------------------- | ------------ |
| MX     | Josephine Wu / Duncan Yao       | 0-1   | Danny Bawa Chrisnanta / Tan Wei Han   | 13-21, 11-21 |
| SD     | Michelle Li                     | 1-0   | Yeo Jia Min                           | 22-20, 21-15 |
| SH     | Brian Yang                      | 0-1   | Loh Kean Yew                          | 18-21, 15-21 |
| DD     | Rachel Honderich / Kristen Tsai | 1-0   | Jin Yujia / Lim Ming Hui              | 21-13, 21-10 |
| DH     | Jason Ho-shue / Nyl Yakura      | 1-0   | Danny Bawa Chrisnanta / Loh Kean Hean | 21-16, 27-25 |

| 20 mai | Allemagne                         | 3 - 2 | Singapour                           | Score        |
| ------ | --------------------------------- | ----- | ----------------------------------- | ------------ |
| MX     | Mark Lamsfuß / Isabel Herttrich   | 1-0   | Danny Bawa Chrisnanta / Tan Wei Han | 21-15, 21-15 |
| SD     | Yvonne Li                         | 0-1   | Yeo Jia Min                         | 10-21, 13-21 |
| SH     | Alexander Roovers                 | 0-1   | Loh Kean Yew                        | 13-21, 16-21 |
| DD     | Linda Efler / Isabel Herttrich    | 1-0   | Jin Yujia / Lim Ming Hui            | 21-15, 21-18 |
| DH     | Mark Lamsfuß / Marvin Emil Seidel | 1-0   | Loh Kean Hean / Toh Han Zhuo        | 21-14, 22-20 |

| 20 mai | Canada                            | 5 - 0 | Israël                           | Score        |
| ------ | --------------------------------- | ----- | -------------------------------- | ------------ |
| MX     | Joshua Hurlburt-Yu / Josephine Wu | 1-0   | Ariel Shainski / Margaret Lurie  | 21-11, 21-4  |
| SD     | Brittney Tam                      | 1-0   | Ksenia Polikarpova               | 21-15, 25-23 |
| SH     | B. R. Sankeerth                   | 1-0   | May Bar Netzer                   | 22-20, 21-14 |
| DD     | Rachel Honderich / Kristen Tsai   | 1-0   | Margaret Lurie / Yuval Pugach    | 21-10, 21-7  |
| DH     | Jason Ho-shue / Nyl Yakura        | 1-0   | Ariel Shainski / Misha Zilberman | 21-9, 25-23  |

| 22 mai | Allemagne                           | 2 - 3 | Canada                            | Score              |
| ------ | ----------------------------------- | ----- | --------------------------------- | ------------------ |
| DH     | Mark Lamsfuß / Marvin Emil Seidel   | 1-0   | Joshua Hurlburt-Yu / Duncan Yao   | 21-10, 21-16       |
| SD     | Yvonne Li                           | 0-1   | Michelle Li                       | 25-23, 17-21, 5-21 |
| SH     | Kai Schäfer                         | 0-1   | Jason Ho-shue                     | 12-21, 17-21       |
| DD     | Johanna Goliszewski / Lara Käpplein | 0-1   | Rachel Honderich / Kristen Tsai   | 18-21, 17-21       |
| MX     | Mark Lamsfuß / Isabel Herttrich     | 1-0   | Joshua Hurlburt-Yu / Josephine Wu | 22-20, 21-15       |

| 22 mai | Singapour                                    | 4 - 1 | Israël                          | Score               |
| ------ | -------------------------------------------- | ----- | ------------------------------- | ------------------- |
| MX     | Danny Bawa Chrisnanta / Tan Wei Han          | 1-0   | May Bar Netzer / Yuval Pugach   | 21-2, 21-7          |
| SD     | Jaslyn Hooi Yue Yann                         | 1-0   | Ksenia Polikarpova              | 21-17, 21-14        |
| SH     | Joel Koh Jia Wei                             | 0-1   | Misha Zilberman                 | 21-16, 13-21, 26-28 |
| DD     | Jaslyn Hooi Yue Yann / Crystal Wong Jia Ying | 1-0   | Margaret Lurie / Yuval Pugach   | 21-4, 21-12         |
| DH     | Loh Kean Hean / Toh Han Zhuo                 | 1-0   | May Bar Netzer / Ariel Shainski | 21-12, 21-16        |

### Matches de classement
| Match pour la 13e place |                                |       |                                   |              |
| 24 mai                  | France                         | 1 - 3 | Canada                            | Score        |
| DH                      | Thom Gicquel / Ronan Labar     | 1-0   | Jason Ho-shue / Nyl Yakura        | 21-17, 21-16 |
| SD                      | Yaëlle Hoyaux                  | 0-1   | Michelle Li                       | 7-21, 4-21   |
| SH                      | Brice Leverdez                 | 0-1   | Brian Yang                        | 14-21, 12-21 |
| DD                      | Émilie Lefel / Anne Tran       | 0-1   | Rachel Honderich / Kristen Tsai   | 11-21, 17-21 |
| MX                      | Thom Gicquel / Delphine Delrue | -     | Joshua Hurlburt-Yu / Josephine Wu | non disputé  |

| Match pour la 15e place |                                 |       |                                       |                     |
| 23 mai                  | Pays-Bas                        | 3 - 2 | Allemagne                             | Score               |
| DH                      | Jacco Arends / Ruben Jille      | 0-1   | Mark Lamsfuß / Marvin Emil Seidel     | 13-21, 14-21        |
| SD                      | Gayle Mahulette                 | 0-1   | Fabienne Deprez                       | 18-21, 21-18, 13-21 |
| SH                      | Mark Caljouw                    | 1-0   | Alexander Roovers                     | 21-13, 21-9         |
| DD                      | Gayle Mahulette / Cheryl Seinen | 1-0   | Linda Efler / Lara Käpplein           | 18-21, 21-10, 21-17 |
| MX                      | Robin Tabeling / Selena Piek    | 1-0   | Marvin Emil Seidel / Isabel Herttrich | 16-21, 21-17, 21-11 |

| Match pour la 17e place |                                     |       |                                     |                     |
| 23 mai                  | Viêt Nam                            | 0 - 3 | Singapour                           | Score               |
| DH                      | Phạm Cao Cường / Phạm Hồng Nam      | 0-1   | Loh Kean Hean / Toh Han Zhuo        | 16-21, 14-21        |
| SD                      | Nguyễn Thùy Linh                    | 0-1   | Yeo Jia Min                         | 8-21, 21-18, 15-21  |
| SH                      | Nguyễn Tiến Minh                    | 0-1   | Loh Kean Yew                        | 21-16, 18-21, 21-23 |
| DD                      | Đinh Thị Phương Hồng / Vũ Thị Trang | -     | Jin Yujia / Crystal Wong Jia Ying   | non disputé         |
| MX                      | Phạm Hồng Nam / Phạm Như Thảo       | -     | Danny Bawa Chrisnanta / Tan Wei Han | non disputé         |

| Match pour la 19e place |                                 |       |                                      |              |
| 23 mai                  | États-Unis                      | 3 - 1 | Israël                               | Score        |
| SD                      | Iris Wang                       | 1-0   | Ksenia Polikarpova                   | 21-11, 21-13 |
| SH                      | Timothy Lam                     | 0-1   | Misha Zilberman                      | 15-21, 12-21 |
| DD                      | Paula Lynn Obañana / Iris Wang  | 1-0   | Margaret Lurie / Yuval Pugach        | 21-10, 21-4  |
| DH                      | Phillip Chew / Ryan Chew        | 1-0   | May Bar Netzer / Ariel Shainski      | 21-13, 21-15 |
| MX                      | Howard Shu / Paula Lynn Obañana | -     | Misha Zilberman / Ksenia Polikarpova | non disputé  |

## Groupe 3

### Phase préliminaire (poules)

#### Groupe 3A
| Équipe           | Points | Joués | Gagnés | Perdus | Matches | Matches | Sets | Sets | Points | Points |
| Équipe           | Points | Joués | Gagnés | Perdus | +       | -       | +    | -    | +      | -      |
| ---------------- | ------ | ----- | ------ | ------ | ------- | ------- | ---- | ---- | ------ | ------ |
| Irlande          | 3      | 3     | 3      | 0      | 11      | 4       | 24   | 10   | 656    | 500    |
| Australie        | 2      | 3     | 2      | 1      | 9       | 6       | 19   | 16   | 633    | 582    |
| Nouvelle-Zélande | 1      | 3     | 1      | 2      | 7       | 8       | 18   | 19   | 667    | 682    |
| Népal            | 0      | 3     | 0      | 3      | 3       | 12      | 8    | 24   | 451    | 643    |

| 19 mai | Irlande                      | 5 - 0 | Népal                          | Score        |
| ------ | ---------------------------- | ----- | ------------------------------ | ------------ |
| MX     | Chloe Magee / Sam Magee      | 1-0   | Dipesh Dhami / Amita Giri      | 21-6, 21-4   |
| SH     | Nhat Nguyen                  | 1-0   | Ratnajit Tamang                | 21-12, 21-14 |
| SD     | Kate Frost                   | 1-0   | Nangsal Tamang                 | 21-19, 21-9  |
| DH     | Sam Magee / Nhat Nguyen      | 1-0   | Dipesh Dhami / Ratnajit Tamang | 21-16, 21-16 |
| DD     | Rachael Darragh / Kate Frost | 1-0   | Amita Giri / Nangsal Tamang    | 21-2, 21- 5  |

| 19 mai | Australie                          | 4 - 1 | Nouvelle-Zélande                     | Score               |
| ------ | ---------------------------------- | ----- | ------------------------------------ | ------------------- |
| MX     | Sawan Serasinghe / Setyana Mapasa  | 1-0   | Oliver Leydon-Davis / Anona Pak      | 21-15, 21-23, 21-7  |
| SD     | Louisa Ma                          | 1-0   | Sally Fu                             | 21-18, 18-21, 21-11 |
| SH     | Jacob Schueler                     | 0-1   | Abhinav Manota                       | 16-21, 17-21        |
| DD     | Setyana Mapasa / Gronya Somerville | 1-0   | Anona Pak / Alyssa Tagle             | 21-12, 21-11        |
| DH     | Sawan Serasinghe / Eric Vuong      | 1-0   | Oliver Leydon-Davis / Abhinav Manota | 13-21, 21-15, 22-20 |

| 21 mai | Irlande                       | 3 - 2 | Nouvelle-Zélande                | Score               |
| ------ | ----------------------------- | ----- | ------------------------------- | ------------------- |
| MX     | Sam Magee / Chloe Magee       | 0-1   | Oliver Leydon-Davis / Anona Pak | 17-21, 21-19, 19-21 |
| SD     | Kate Frost                    | 0-1   | Sally Fu                        | 21-17, 14-21, 18-21 |
| SH     | Nhat Nguyen                   | 1-0   | Abhinav Manota                  | 21-18, 13-21, 21-9  |
| DD     | Rachael Darragh / Chloe Magee | 1-0   | Sally Fu / Anona Pak            | 21-12, 21-18        |
| DH     | Sam Magee / Nhat Nguyen       | 1-0   | Abhinav Manota / Dacmen Vong    | 21-17, 21-13        |

| 21 mai | Australie                                 | 3 - 2 | Népal                          | Score               |
| ------ | ----------------------------------------- | ----- | ------------------------------ | ------------------- |
| MX     | Simon Leung Wing Hang / Gronya Somerville | 1-0   | Dipesh Dhami / Amita Giri      | 21-11, 21-12        |
| SD     | Tiffany Ho                                | 1-0   | Nangsal Tamang                 | 21-12, 18-21, 21-18 |
| SH     | Ashwant Gobinathan                        | 0-1   | 'Ratnajit Tamang               | 19-21, 14-21        |
| DD     | Tiffany Ho / Gronya Somerville            | 1-0   | Amita Giri / Nangsal Tamang    | 21-6, 21-5          |
| DH     | Simon Leung Wing Hang / Eric Vuong        | 0-1   | Dipesh Dhami / Ratnajit Tamang | 17-21, 16-21        |

| 22 mai | Irlande                       | 3 - 2 | Australie                          | Score              |
| ------ | ----------------------------- | ----- | ---------------------------------- | ------------------ |
| MX     | Sam Magee / Chloe Magee       | 1-0   | Sawan Serasinghe / Setyana Mapasa  | 21-9, 12-21, 21-11 |
| SD     | Kate Frost                    | 0-1   | Louisa Ma                          | 14-21, 16-21       |
| SH     | Nhat Nguyen                   | 1-0   | Jacob Schueler                     | 21-4, 21-12        |
| DD     | Rachael Darragh / Chloe Magee | 0-1   | Setyana Mapasa / Gronya Somerville | 10-21, 19-21       |
| DH     | Sam Magee / Nhat Nguyen       | 1-0   | Sawan Serasinghe / Eric Vuong      | 21-17, 21-11       |

| 22 mai | Nouvelle-Zélande                     | 4 - 1 | Népal                          | Score              |
| ------ | ------------------------------------ | ----- | ------------------------------ | ------------------ |
| MX     | Oliver Leydon-Davis / Anona Pak      | 1-0   | Dipesh Dhami / Amita Giri      | 21-7, 21-7         |
| SD     | Sally Fu                             | 1-0   | Nangsal Tamang                 | 23-21, 21-12       |
| SH     | Edward Lau                           | 0-1   | Ratnajit Tamang                | 10-21, 22-24       |
| DD     | Alyssa Tagle / Justine Villegas      | 1-0   | Amita Giri / Nangsal Tamang    | 21-17, 21-15       |
| DH     | Oliver Leydon-Davis / Abhinav Manota | 1-0   | Dipesh Dhami / Ratnajit Tamang | 21-19, 21-23, 2-13 |

#### Groupe 3B
| Équipe    | Points | Joués | Gagnés | Perdus | Matches | Matches | Sets | Sets | Points | Points |
| Équipe    | Points | Joués | Gagnés | Perdus | +       | -       | +    | -    | +      | -      |
| --------- | ------ | ----- | ------ | ------ | ------- | ------- | ---- | ---- | ------ | ------ |
| Sri Lanka | 3      | 3     | 3      | 0      | 12      | 3       | 24   | 8    | 634    | 472    |
| Suisse    | 2      | 3     | 2      | 1      | 11      | 4       | 25   | 9    | 672    | 533    |
| Slovaquie | 1      | 3     | 1      | 2      | 5       | 10      | 12   | 21   | 538    | 633    |
| Lituanie  | 0      | 3     | 0      | 3      | 2       | 13      | 5    | 28   | 476    | 682    |

| 20 mai | Suisse                                | 4 - 1 | Lituanie                                  | Score              |
| ------ | ------------------------------------- | ----- | ----------------------------------------- | ------------------ |
| MX     | Oliver Schaller / Céline Burkart      | 1-0   | Povilas Bartušis / Vytautė Fomkinaitė     | 21-8, 21-12        |
| SD     | Ronja Stern                           | 1-0   | Gerda Voitechovskaja                      | 21-17, 21-13       |
| SH     | Tobias Kuenzi                         | 0-1   | Mark Sames                                | 19-21, 21-7, 19-21 |
| DD     | Sabrina Jaquet / Jenjira Stadelmann   | 1-0   | Vytautė Fomkinaitė / Gerda Voitechovskaja | 21-6, 21-10        |
| DH     | Christian Kirchmayr / Oliver Schaller | 1-0   | Povilas Bartušis / Mark Sames             | 21-11, 22-20       |

| 20 mai | Sri Lanka                                        | 4 - 1 | Slovaquie                       | Score        |
| ------ | ------------------------------------------------ | ----- | ------------------------------- | ------------ |
| MX     | Sachin Dias / Thilini Pramodika Hendahewa        | 1-0   | Juraj Vachálek / Mia Tarcalova  | 21-11, 21-8  |
| SD     | Dilmi Dias                                       | 0-1   | Martina Repiská                 | 15-21, 16-21 |
| SH     | Dinuka Karunaratne                               | 1-0   | Milan Dratva                    | 21-17, 21-14 |
| DD     | Thilini Pramodika Hendahewa / Kavidi Sirimannage | 1-0   | Martina Repiská / Mia Tarcalova | 21-7, 21-10  |
| DH     | Sachin Dias / Buwaneka Goonethilleka             | 1-0   | Andrej Antoška / Jakub Horák    | 21-8, 21-15  |

| 21 mai | Suisse                              | 5 - 0 | Slovaquie                       | Score               |
| ------ | ----------------------------------- | ----- | ------------------------------- | ------------------- |
| MX     | Oliver Schaller / Céline Burkart    | 1-0   | Jakub Horák / Mia Tarcalova     | 21-4, 21-8          |
| SH     | Christian Kirchmayr                 | 1-0   | Milan Dratva                    | 14-21, 21-16, 21-18 |
| SD     | Sabrina Jaquet                      | 1-0   | Martina Repiská                 | 21-18, 21-17        |
| DH     | Tobias Kuenzi / Oliver Schaller     | 1-0   | Milan Dratva / Juraj Vachálek   | 21-15, 21-12        |
| DD     | Céline Burkart / Jenjira Stadelmann | 1-0   | Martina Repiská / Mia Tarcalova | 21-18, 21-15        |

| 21 mai | Sri Lanka                                        | 5 - 0 | Lituanie                                  | Score        |
| ------ | ------------------------------------------------ | ----- | ----------------------------------------- | ------------ |
| MX     | Sachin Dias / Thilini Pramodika Hendahewa        | 1-0   | Povilas Bartušis / Gerda Voitechovskaja   | 21-14, 21-11 |
| SD     | Dilmi Dias                                       | 1-0   | Vytaute Fomkinaitė                        | 21-17, 21-14 |
| SH     | Dinuka Karunaratne                               | 1-0   | Mark Sames                                | 21-8, 21-11  |
| DD     | Thilini Pramodika Hendahewa / Kavidi Sirimannage | 1-0   | Vytaute Fomkinaitė / Gerda Voitechovskaja | 21-7, 21-16  |
| DH     | Sachin Dias / Buwaneka Goonethilleka             | 1-0   | Povilas Bartušis / Mark Sames             | 21-11, 21-11 |

| 22 mai | Suisse                           | 2 - 3 | Sri Lanka                                        | Score               |
| ------ | -------------------------------- | ----- | ------------------------------------------------ | ------------------- |
| SH     | Christian Kirchmayr              | 0-1   | Dinuka Karunaratne                               | 16-21, 14-21        |
| MX     | Oliver Schaller / Céline Burkart | 1-0   | Sachin Dias / Thilini Pramodika Hendahewa        | 21-18, 21-18        |
| SD     | Sabrina Jaquet                   | 1-0   | Kavidi Sirimannage                               | 21-15, 21-10        |
| DH     | Tobias Kuenzi / Oliver Schaller  | 0-1   | Sachin Dias / Buwaneka Goonethilleka             | 22-20, 8-21, 15-21  |
| DD     | Céline Burkart / Sabrina Jaquet  | 0-1   | Thilini Pramodika Hendahewa / Kavidi Sirimannage | 21-16; 20-22, 20-22 |

| 22 mai | Slovaquie                       | 4 - 1 | Lituanie                                  | Score               |
| ------ | ------------------------------- | ----- | ----------------------------------------- | ------------------- |
| MX     | Juraj Vachálek / Mia Tarcalova  | 0-1   | Povilas Bartušis / Vytaute Fomkinaite     | 21-18, 19-21, 17-21 |
| SD     | Martina Repiská                 | 1-0   | Gerda Voitechovskaja                      | 21-19, 211-9        |
| SH     | Milan Dratva                    | 1-0   | Mark Sames                                | 21-16, 21-13        |
| DD     | Martina Repiská / Mia Tarcalova | 1-0   | Vytaute Fomkinaite / Gerda Voitechovskaja | 22-20, 21-17        |
| DH     | Andrej Antoška / Juraj Vachálek | 1-0   | Povilas Bartušis / Mark Sames             | 17-21, 22-20, 21-15 |

### Matches de classement
| Match pour la 21e place |                               |       |                                                  |                     |
| 24 mai                  | Irlande                       | 2 - 3 | Sri Lanka                                        | Score               |
| MX                      | Sam Magee / Chloe Magee       | 1-0   | Sachin Dias / Thilini Pramodika Hendahewa        | 20-22, 21-16, 21-17 |
| SH                      | Nhat Nguyen                   | 1-0   | Dinuka Karunaratne                               | 21-18, 21-18        |
| SD                      | Kate Frost                    | 0-1   | Kavidi Sirimannage                               | 12-21, 7-21         |
| DH                      | Sam Magee / Nhat Nguyen       | 0-1   | Sachin Dias / Buwaneka Goonethilleka             | 21-17, 16-21, 11-21 |
| DD                      | Rachael Darragh / Chloe Magee | 0-1   | Thilini Pramodika Hendahewa / Kavidi Sirimannage | 15-21, 24-22, 17-21 |

| Match pour la 23e place |                                           |       |                                      |                     |
| 24 mai                  | Australie                                 | 2 - 3 | Suisse                               | Score               |
| MX                      | Simon Leung Wing Hang / Gronya Somerville | 0-1   | Oliver Schaller / Céline Burkart     | 12-21, 10-21        |
| SD                      | Louisa Ma                                 | 1-0   | Ronja Stern                          | 22-20, 20-22, 21-15 |
| SH                      | Ashwant Gobinathan                        | 0-21  | Christian Kirchmayr                  | 23-25, 8-21         |
| DD                      | Setyana Mapasa / Gronya Somerville        | 1-0   | Sabrina Jaaquet / Jenjira Stadelmann | 21-8, 21-14         |
| DH                      | Sawan Serasinghe / Eric Vuong             | 0-1   | Tobias Kuenzi / Oliver Schaller      | 21-17, 17-21, 20-22 |

| Match pour la 25e place |                                   |       |                                 |                     |
| 24 mai                  | Nouvelle-Zélande                  | 2 - 3 | Slovaquie                       | Score               |
| MX                      | Oliver Leydon-Davis / Anona Pak   | 1-0   | Jakub Horak / Mia Tarcalova     | 21-14, 21-13        |
| SH                      | Abhinav Manota                    | 0-1   | Milan Dratva                    | 15-21, 17-21        |
| SD                      | Sally Fu                          | 0-1   | Martina Repiská                 | 10-21, 17-21        |
| DH                      | Oliver Leydon-Davis / Dacmen Vong | 1-0   | Andrej Antoska / Juraj Vachalek | 21-13, 27-29, 21-16 |
| DD                      | Anona Pak / Alyssa Tagle          | 0-1   | Martina Repiská / Mia Tarcalova | 21-12, 18-21, 22-24 |

| Match pour la 27e place |                                |       |                                           |              |
| 24 mai                  | Népal                          | 1 - 3 | Lituanie                                  | Score        |
| MX                      | Dipesh Dhami / Amita Giri      | 0-1   | Povilas Bartušis / Gerda Voitechovskaja   | 10-21, 16-21 |
| SD                      | Nangsal Tamang                 | 0-1   | Vytaute Fomkinaite                        | 15-21, 11-21 |
| SH                      | Ratnajit Tamang                | 1-0   | Mark Sames                                | 21-13, 21-13 |
| DD                      | Amita Giri / Nangsal Tamang    | 0-1   | Vytaute Fomkinaite / Gerda Voitechovskaja | 10-21, 8-21  |
| DH                      | Dipesh Dhami / Ratnajit Tamang | -     | Povilas Bartušis / Mark Sames             | non disputé  |

## Groupe 4
| Équipe     | Points | Joués | Gagnés | Perdus | Matches | Matches | Sets | Sets | Points | Points |
| Équipe     | Points | Joués | Gagnés | Perdus | +       | -       | +    | -    | +      | -      |
| ---------- | ------ | ----- | ------ | ------ | ------- | ------- | ---- | ---- | ------ | ------ |
| Macao      | 2      | 2     | 2      | 0      | 8       | 2       | 18   | 5    | 456    | 333    |
| Kazakhstan | 1      | 2     | 1      | 1      | 6       | 4       | 13   | 12   | 444    | 427    |
| Groenland  | 0      | 2     | 0      | 2      | 1       | 9       | 5    | 19   | 340    | 480    |

| 19 mai | Macao                        | 5 - 0 | Groenland                               | Score               |
| ------ | ---------------------------- | ----- | --------------------------------------- | ------------------- |
| MX     | Chong Ng Chi / Kuan Chi Leng | 1-0   | Frederik Elsner / Nina Høegh            | 21-15, 21-15        |
| SH     | Pui Pang Fong                | 1-0   | Jens Frederik Nielsen                   | 21-10, 21-9         |
| SD     | Pui Chi Wa                   | 1-0   | Sara Lindskov Jacobsen                  | 21-13, 21-12        |
| DH     | Lam Chi Man / Leong Kin Fai  | 1-0   | Frederik Elsner / Jens-Frederik Nielsen | 21-14, 19-21, 21-17 |
| DD     | Gong Xue Xin / Ng Weng Chi   | 1-0   | Nina Høegh / Sara Lindskov Jacobsen     | 21-12, 21-2         |

| 21 mai | Kazakhstan                           | 4 - 1 | Groenland                               | Score               |
| ------ | ------------------------------------ | ----- | --------------------------------------- | ------------------- |
| MX     | Khaitmurat Kulmatov / Oxsana Shtelle | 1-0   | Toke Ketwa-Driefer / Milka Brønlund     | 21-8, 17-21, 21-8   |
| SH     | Dmitriy Panarin                      | 1-0   | Jens-Frederik Nielsen                   | 21-14, 21-14        |
| SD     | Aisha Zhumabek                       | 0-1   | Sara Lindskov Jacobsen                  | 23-21, 13-21, 18-21 |
| DH     | Artur Niyazov / Dmitriy Panarin      | 1-0   | Frederik Elsner / Jens-Frederik Nielsen | 21-9, 21-10         |
| DD     | Oxsana Shtelle / Aisha Zhumabek      | 1-0   | Nina Høegh / Sara Lindskov Jacobsen     | 12-21, 21-19, 21-13 |

| 23 mai | Macao                        | 3 - 2 | Kazakhstan                           | Score               |
| ------ | ---------------------------- | ----- | ------------------------------------ | ------------------- |
| MX     | Chong Ng Chi / Kuan Chi Leng | 1-0   | Khaitmurat Kulmatov / Oxsana Shtelle | 21-8, 21-15         |
| SH     | Pui Pang Fong                | 0-1   | Dmitriy Panarin                      | 21-16, 18-21, 15-21 |
| SD     | Pui Chi Wa                   | 1-0   | Kamila Smagulova                     | 21-12, 21-17        |
| DH     | Lam Chi Man / Leong Kin Fai  | 0-1   | Artur Niyazov / Dmitriy Panarin      | 12-21, 21-15, 14-21 |
| DD     | Gong Xue Xin / Ng Weng Chi   | 1-0   | Oxsana Shtelle / Aisha Zhumabek      | 21-19, 21-7         |

## Classement final
| 1. Chine 2. Japon 3. Indonésie Thaïlande 4. Danemark Malaisie Taipei chinois Thaïlande 5. Angleterre Hong Kong Inde Russie | 1. Canada 2. France 3. Pays-Bas 4. Allemagne 5. Singapour 6. Viêt Nam 7. États-Unis 8. Israël 9. Sri Lanka 10. Irlande | 1. Suisse 2. Australie 3. Slovaquie 4. Nouvelle-Zélande 5. Lituanie 6. Népal 7. Macao 8. Kazakhstan 9. Groenland |